# Mount Gravatt East
Mount Gravatt East är en del av en befolkad plats i Australien. Den ligger i kommunen Brisbane och delstaten Queensland, nära delstatshuvudstaden Brisbane.
Runt Mount Gravatt East är det ganska tätbefolkat, med 72 invånare per kvadratkilometer.. Närmaste större samhälle är Brisbane, nära Mount Gravatt East.
Runt Mount Gravatt East är det i huvudsak tätbebyggt. Genomsnittlig årsnederbörd är 1 424 millimeter. Den regnigaste månaden är januari, med i genomsnitt 275 mm nederbörd, och den torraste är oktober, med 21 mm nederbörd.